# Ciconia maltha
Ciconia maltha — вимерлий вид лелекоподібних птахів родини лелекових (Ciconiidae).

## Відкриття
Вид був описаний у 1910 році за викопними рештками, знайденими у асфальтовій ямі Ла-Бреа неподалік Лос-Анджелеса в штаті Каліфорнія, США. Пізніше рештки цього виду були знайдені також в Айдахо, Орегоні і Флориді, а також на Кубі і в Болівії. Ciconia maltha жили у проміжку між 3,5 млн і 12 тисячами років тому.

## Опис
Ciconia maltha мали великі розміри, їх висота становила понад 1,5 м, а розмах крил — 3 м. Через морфологічну подібність птаха до сучасних лелек і ябіру, навукоці припускають, що Ciconia maltha вів подібний до них спосіб життя.